# Décembre 1896

## Événements
- Affaire Dreyfus : une nouvelle enquête aboutit à un non-lieu en faveur d'Esterhazy.

- 22 décembre (Tunis) : fondation de la Khaldounia première école moderne de Tunisie.

- 30 décembre : le chef nationaliste philippin José Rizal est exécuté à Manille par les Espagnols.

- 31 décembre (Algérie) : un décret marque la fin du régime des rattachements. Le statut administratif et juridique de la colonie est semblable à celui de 1860 (avant la création du ministre d’Algérie). En outre, le gouverneur général voit ses pouvoirs augmentés.

## Naissances
- 1er décembre : Georgi Konstantinovich Joukov, commandant soviétique vainqueur à Stalingrad († 18 juin 1974).
- 6 décembre : Ossip Lubitch, peintre russe († 27 novembre 1990).
- 11 décembre : « Maera » (Manuel García López), matador espagnol († 11 décembre 1924).
- 23 décembre : Giuseppe Tomasi di Lampedusa, écrivain sicilien, auteur du Guépard (mort 23 juillet 1957).
- 27 décembre : Maurice De Waele, coureur cycliste belge († 14 février 1952).

## Décès
- 1 décembre : Alida Stolk, peintre néerlandaise ;
- 25 décembre : Lina Jonn, photographe suédoise ;
- 30 décembre :
  - Édouard-Charles Fabre, évêque de Montréal ;
  - José Rizal, poète, écrivain et homme politique philippin.